# Кримський (Альшеєвський район)
Кри́мський (рос. Крымский, башк. Ҡырым) — село у складі Альшеєвського району Башкортостану, Росія. Входить до складу Абдрашитовської сільської ради.
До 10 вересня 2007 року село називалось Центральної усадьби Раєвського совхоза.
Населення — 529 осіб (2010; 566 в 2002).
Національний склад:
- росіяни — 32 %
- татари — 26 %